# Carl von Oberkamp
Carl Ferdinand Joseph Ritter von Oberkamp (München, 30 oktober 1893 - Belgrado, 4 mei 1947) was een Duitse officier en SS-Brigadeführer en Generalmajor in de Waffen-SS tijdens de Tweede Wereldoorlog, en een veroordeelde oorlogsmisdadiger.

## Leven

### Afkomst

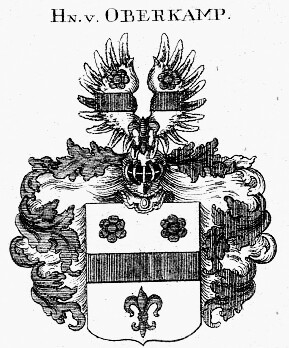
Het wapen von Oberkamp.

In 1629 in Wenen werd de stamvader Johann von Oberkamp als Reichshofrat in de rijksridderstand verheven. De voorvader Heinrich von Oberkamp, vice-kanselier van het Prinsbisdom Bamberg, was een broer van de medische professor en prinselijke lijfarts Franz Joseph von Oberkamp. De overgrootvader Franz de Paula von Oberkamp, kamerheer, hertogelijke van Nassau, Oberst en chef van de Generale Staf, heer van Zogenreuth en Weißenbrunn, werd in 1813 in het koninkrijk Beieren geregistreerd in de ridderlijke klasse van adel. Carl von Oberkamp was een zoon van een in het kasteel Weißenbrunn geboren Beierse justizrat Karl Ritter von Oberkamp (1850–1908), en Anna, geboortenaam Wagus, uit München.
Op 30 oktober 1893 werd Carl Ferdinand Joseph Ritter von Oberkamp in München geboren. In juli 1912 behaalde Oberkamp zijn Abitur aan het Ludwigsgymnasium in München. Op 6 juli 1912 trad hij als Fahnenjunker in dienst van het Pruisische leger. Hij werd geplaatst bij het 2. Rheinische Husaren-Regiment Nr. 9 in Straatsburg. Bij deze eenheid werd hij op 27 november 1912 bevorderd tot Unteroffizier. Er volgden nog twee bevorderingen, namelijk: op 7 maart 1913 tot Fähnrich en op 18 februari 1914 tot Leutnant. Oberkamp ging naar de Kriegsschule Hersfeld  (militaire school) in Hersfeld.

### Eerste Wereldoorlog
Na het uitbreken van de Eerste Wereldoorlog, diende hij als Zugführer  (pelotonscommandant) vanaf augustus 1914 in Lotharingen en aan de Somme. Oberkamp diende later als ordonnansofficier in de staf van de 7. Kavallerie-Division  (7e Cavaleriedivisie). Na verdere inzetten op de Balkan en Hongarije, keerde hij in 1918 als Oberleutnant terug naar zijn Stammregiment. Op 19 juli 1919 werd hij uiteindelijk op eigen verzoek wegens ziekte uit het leger ontslagen.

### Interbellum
Na de Eerste Wereldoorlog, werd Oberkamp lid van de Bund Oberland. In 1923 nam hij deel aan de Bierkellerputsch. Op 4 oktober 1923 trouwde Oberkamp met Sonia Güllich. Het echtpaar bleef kinderloos, en scheidde op 21 mei 1936 weer. Van 1922 tot 1933 werkte hij als ski- en tennisleraar en berggids in Duitsland, Oostenrijk en Zwitserland. Op 1 april 1933 werd hij lid van de Reichsarbeitsdienst en werd als Feldmeister geplaatst bij de staf van de RAD/Gruppe 305. Op 1 mei 1933 werd Oberkamp lid van de NSDAP. Hierna werd hij ook lid van de Sturmabteilung, en werd op 6 mei 1934 als SA-Mann benoemd tot Schulführer van het Lager Luttensee.
Op 1 maart 1935 keerde hij als Oberleutnant terug in dienst van de Reichswehr. Hij werd geplaatst bij het 3.(MG)/Sulzbach Ersatz Btn. Daarna werd hij tot chef benoemd van het 8.(MG)/IR 63. Op 1 september 1935 werd Oberkamp bevorderd tot Hauptmann. Hij werd overgeplaatst naar het 12.(MG)/III./Geb Jäg Rgt 99. Dit werd geleid door de toenmalige Oberst Eduard Dietl. Oberkamp scheidde op 21 mei 1936 van Sonia Güllich. Op 18 januari 1937 werd hij bevorderd tot Major. Na deelname aan verschillende cursussen en oefeningen trad hij op 4 oktober 1937 als Major i. G.  toe tot de staf van het Gebirgsjäger-Regiments 98 in Mittenwald. Vanaf 16 oktober 1937 tot 10 maart 1938 diende Oberkamp bij het 27. Infanterie-Division  (27e Infanteriedivisie), die met de Anschluss meedeed. Op 1 april 1938 werd hij benoemd tot Alpin Referent/Stab/Geb Brigade u. Stadt Kdt von Salzburg. Aansluitend was Oberkamp IIa (divisieadjudant) bij de 3. Gebirgs-Division (3e Bergdivisie). Op 21 april 1938 hertrouwde Oberkamp met Franziska Hiemer, het echtpaar kreeg 2 zonen. Op 1 november 1938 werd hij lid van de SS-Verfügungstruppe, en werd ingeschaald als SS-Sturmbannführer (majoor). Oberkamp werd als leraar tactiek ingezet aan de SS-Junkerschule in Bad Tölz. Hierna werd hij overgeplaatst naar de SS-Junkerschule Braunschweig om daar als leraar tactiek tot 1 juni 1939 te werken. In hetzelfde jaar kreeg hij als opvolger van Jürgen Wagner het commando over de II. Sturmbann in de LSSAH.

### Tweede Wereldoorlog
Als commandant van de II. Sturmbann in de LSSAH, nam hij tijdens het begin de van de Tweede Wereldoorlog deel aan de Poolse Veldtocht. Op 8 april 1940 werd Oberkamp overgeplaatst naar het Ersatz Btn/Der Führer, hij diende hier tot 4 juni 1940, en nam toen deel aan de slag om Frankrijk. Op 1 juli 1940 werd hij bevorderd tot SS-Obersturmbannführer (luitenant-kolonel). Van 1 december 1940 tot 1 juni 1942 was hij commandant van het SS-Rgt Germania. Op 30 januari 1941 werd Oberkamp bevorderd tot SS-Standartenführer (kolonel). Als onderdeel van de SS-Division „Wiking“ nam hij deel aan invasie van Rusland. Hierbij werd hij op 1 oktober 1941 bevorderd tot SS-Oberführer.
In juni 1942, na meningsverschillen met de divisiecommandant Felix Steiner, werd hij afgelost door Jürgen Wagner als regimentscommandant. Oberkamp werd vervolgens benoemd tot Inspekteur der SS Unterführerschulen in het SS-Führungshauptamt (SS FHA) en tot Inspektionschef 9/SS FHA. Op 30 januari 1943 werd Oberkamp bevorderd tot SS-Brigadeführer en Generalmajor in de Waffen-SS. Als SS-Brigadeführer was hij vanaf 7 april 1943 als commandant ingezet in de 7. SS-Freiwilligen-Gebirgs-Division Prinz Eugen. Verschillende oorlogsmisdaden werden ook gepleegd door de divisie die onder zijn bevel stond. Kort nadat hij in dienst getreden was, werden er 40 burgers geëxecuteerd door leden van het SS-Gebirgs-Jäger-Regiments 1 in het dorp Košutica bij Sokolac. Na aanvallen tegenover de Kroatische moslims door de divisie, brak er een heftige discussie uit tussen Oberkamp en Konstantin Kammerhofer, de "Beauftragten des Reichsführers SS beim Befehlshaber der Deutschen Truppen in Kroatien". Hierop belaste Heinrich Himmler de SS-Obergruppenführer Artur Phleps, de commandant van het V SS Bergkorps, met het onderzoeken naar het voorval. En vroeg hem "vanwege het moeilijke karakter van Oberkamp, hem strak aan de teugels te nemen". Oberkamp beval later dat kinderen onder de 14 jaar en vrouwen alleen in gevecht of standrechtelijk doodgeschoten mochten worden. In het verdere verloop van het jaar was de divisie onder meer betrokken bij de ontwapening van Italiaanse eenheden, en de strijd tegen Tito's partizanen als onderdeel van de "Operatie Herbstgewitter (I)", met voortdurende fusillades, plunderingen en andere wreedheden.
Nadat Oberkamp wegens ziekte tijdelijk werd vervangen door de SS-Standartenführer August Schmidhuber, keerde hij in januari 1944 terug naar de divisie, maar werd in dezelfde maand nog vervangen door de SS-Oberführer Otto Kumm. Nadat er een geschil ontstond tussen hem en Phleps, werd hij daarop door Himmler gewaarschuwd "zich fundamenteel te veranderen". Vanaf 1 februari 1944 tot 20 februari 1944 diende Oberkamp in het SS-Führungshauptamt (SS FHA), waarna hij aansluitend benoemd werd tot commandant van de SS-Truppenübungsplatz u. Ersatz Moorlager (militair oefenterrein Moorlager). Op 4 mei 1944 werd hij weer afgelost, en keerde weer terug naar het SS-Führungshauptamt (SS FHA). Tegelijk functioneerde Oberkamp als chef der Abt Geb Truppe/Inspektion 2, deze functie behield hij tot 1 augustus 1944. Oberkamp combineerde deze functie met verschillende andere functies als die van Inspekteur Inspektion 6 en Inspekteur Inspektion 2 in het SS FHA. In april 1945 werd Oberkamp benoemd tot commandant van de 38. SS-Grenadier-Division Nibelungen, het is maar de vraag of hij deze positie ooit heeft bekleed.

## Na de oorlog
Aan het einde van de Tweede Wereldoorlog raakte Oberkamp in Amerikaans krijgsgevangenschap. Daarop werd hij uitgeleverd aan Joegoslavië. Een militaire rechtbank veroordeelde hem op grond van zijn verantwoordelijkheid voor de begaande misdaden onder zijn commando. Oberkamp werd tot de doodstraf veroordeeld, en op 4 mei 1947 in Belgrado opgehangen.

## Militaire carrière
Oberkamp bekleedde verschillende rangen in zowel de Allgemeine-SS als Waffen-SS. De volgende tabel laat zien dat de bevorderingen niet synchroon liepen.
| Datum                                                 | Pruisische leger                 | RAD             | Sturmabteilung | Reichswehr       | Allgemeine-SS      | Waffen-SS                                 |
| ----------------------------------------------------- | -------------------------------- | --------------- | -------------- | ---------------- | ------------------ | ----------------------------------------- |
| 6 juli 1912                                           | Fahnenjunker (aspirant-officier) | —               | —              | —                | —                  | —                                         |
| 27 november 1912                                      | Unteroffizier                    | —               | —              | —                | —                  | —                                         |
| 7 maart 1913                                          | Fähnrich                         | —               | —              | —                | —                  | —                                         |
| 18 februari 1914 (met Patent van 21 februari 1912 Vv) | Leutnant                         | —               | —              | —                | —                  | —                                         |
| 18 april 1917                                         | Oberleutnant                     | —               | —              | —                | —                  | —                                         |
| 1 april 1933                                          | —                                | Feldmeister     | —              | —                | —                  | —                                         |
| 1934                                                  | —                                | Oberfeldmeister | —              | —                | —                  | —                                         |
| 6 mei 1934                                            | —                                | —               | SA-Mann        | —                | —                  | —                                         |
| 1 maart 1935                                          | —                                | —               | —              | Oberleutnant (E) | —                  | —                                         |
| 1 september 1935 (met RDA van 1 mei 1937)             | —                                | —               | —              | Hauptmann        | —                  | —                                         |
| 18 januari 1937 (met RDA van 1 januari 1937)          | —                                | —               | —              | Major            | —                  | —                                         |
| 1 november 1938                                       | —                                | —               | —              | —                | SS-Mann            | —                                         |
| 1 november 1938                                       | —                                | —               | —              | —                | SS-Sturmbannführer | —                                         |
| 1 juli 1940                                           | —                                | —               | —              | —                | —                  | SS-Obersturmbannführer der Reserve (W-SS) |
| 30 januari 1941                                       | —                                | —               | —              | —                | —                  | SS-Standartenführer der Reserve (W-SS)    |
| 1 oktober 1941                                        | —                                | —               | —              | —                | —                  | SS-Oberführer der Reserve (W-SS)          |
| 30 januari 1943                                       | —                                | —               | —              | —                | SS-Brigadeführer   | Generalmajor in de Waffen-SS              |

## Lidmaatschapsnummers
- NSDAP-nr.: 1928904[16] (lid geworden 1 mei 1933[16][2])
- SS-nr.: 310306[16] (lid geworden 1 november 1938[16][2])

## Onderscheidingen
Selectie:
- IJzeren Kruis 1914, 1e Klasse[9] (6 juli 1916[2][3][5][16][4]) en 2e Klasse (19 september 1914[3][5][16][2][4])
- Herhalingsgesp bij IJzeren Kruis 1939, 1e Klasse (10 juli 1940[2][3][5][16][4]) en 2e Klasse[9] (22 september 1939[3][5][16][2][4])
- Ridder der Tweede Klasse in de Saksisch-Ernestijnse Huisorde met Zwaarden op 1 maart 1915[3][5][4]
- Orde van Militaire Verdienste (Beieren), 4e Klasse met Zwaarden op 19 juli 1916[3][5][4]
- Heeresbergführer-Abzeichen in 1937[3][5][4]
- Julleuchter der SS[5] in december 1938[3][4]
- Opmerking: op 16 december 1941 voorgedragen voor het Duitse Kruis in goud, maar werd afgewezen.[3][5][2]